# Cébazan
Cébazan település Franciaországban, Hérault megyében. Lakosainak száma 637 fő (2022. január 1.). Cébazan Cazedarnes, Creissan, Cruzy, Pierrerue, Puisserguier, Quarante, Saint-Chinian és Villespassans községekkel határos.

## Népesség
A település népességének változása:
| Lakosok száma | 420  | 376  | 377  | 459  | 577  | 608  | 616  | 627  | 632  | 637  |
|               | 1968 | 1982 | 1990 | 2006 | 2013 | 2015 | 2017 | 2019 | 2020 | 2022 |